# Файнерман Валентин Борисович
Файнерман Валентин Борисович (1946) — український вчений, доктор хімічних наук, керівник Міжнародного медичного фізико-хімічного центру при Донецькому національному медичному університеті ім. М. Горького, член редакційної ради міжнародного наукового журналу «Advances in Colloid and Interface Science».
Станом на 30.04.2012 за показниками наукометричної бази даних Scopus В. Файнерман очолює Рейтинг науковців України